# Malá Sosva
Malá Sosva (rusky Малая Сосьва) je řeka v Chantymansijském autonomním okruhu v Ťumeňské oblasti v Rusku. Je dlouhá 484 km. Plocha povodí měří 10 400 km².

## Průběh toku
Protéká po západním okraji Západosibiřské roviny. Na dolním toku se nachází mnoho bažin a řeka zde také protéká přes jezero Maň Tur. Ústí zprava do Severní Sosvy (povodí Obu).

### Přítoky
- zleva – Punga

## Vodní režim
Zdrojem vody jsou převážně sněhové srážky. Průměrný roční průtok vody ve vzdálenosti 173 km od ústí činí 40 m³/s. Zamrzá v říjnu a rozmrzá v dubnu až v květnu. Nejvyšších vodních stavů dosahuje od května do září.

## Využití
U ústí řeky do Severní Sosvy se nalézá vesnice Igrim. V povodí řeky se nachází řada nalezišť zemního plynu v Berezovském rajónu.